# Nyúl (település)

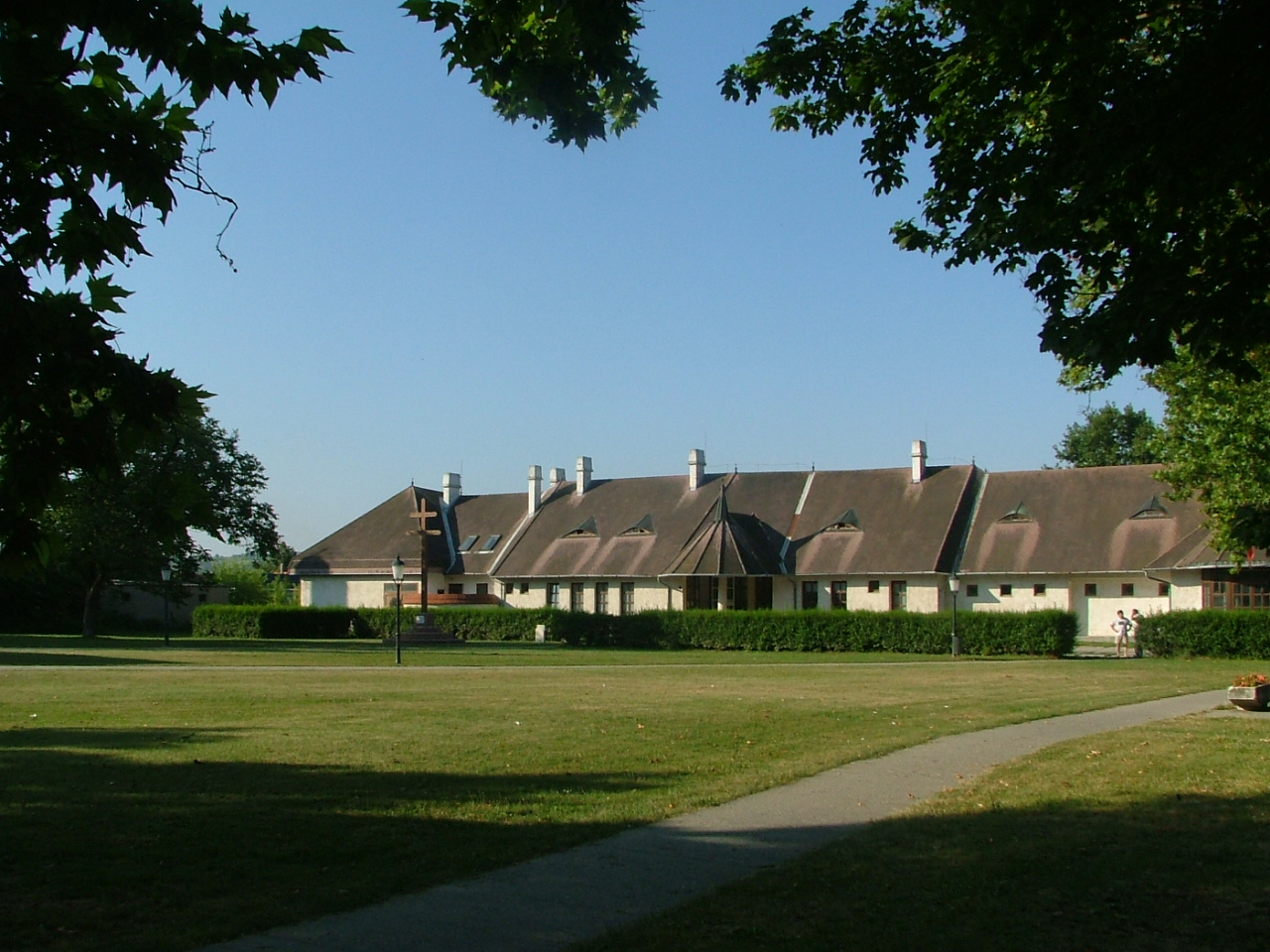
A falu háza

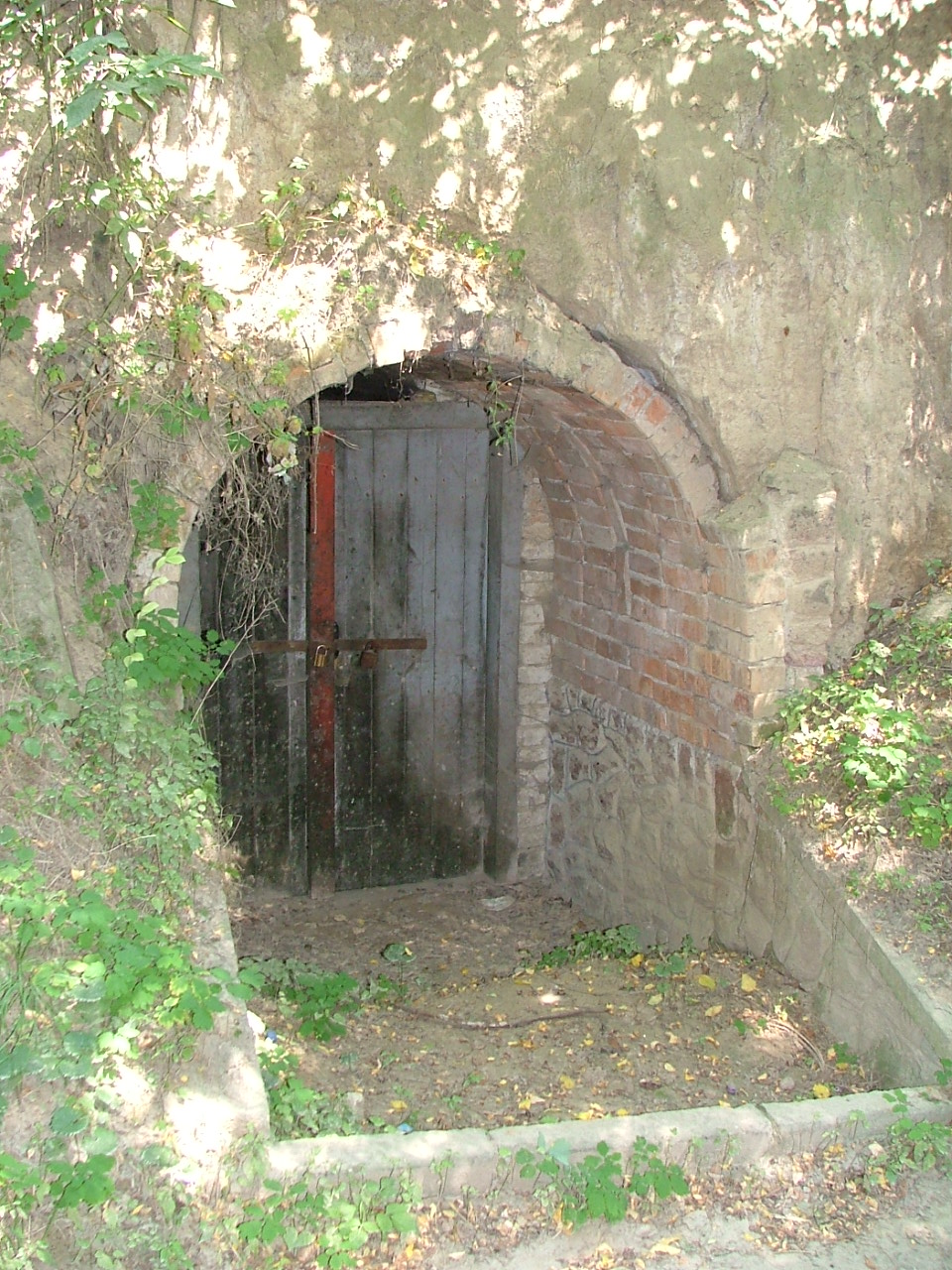
Löszbe vájt pince a Szurdikban

Nyúl község Győr-Moson-Sopron vármegyében, a Győri járásban.

## Fekvése
A község Győrtől 13 km-re dél-délkeletre, a Sokorói-dombságban terül el. Legfontosabb közúti megközelítési útvonala a 82-es főút; Ménfőcsanakkal a 8311-es út köti össze, és érinti a határszélét még a 8222-es út is. Vasúton a Győr–Veszprém-vasútvonalon érhető el; Nyúl megállóhelyet a 82 329-es számú mellékút szolgálja ki.

## Története

### Középkor
A faluról az első hiteles adat egy 1086-os összeírásból való, amikor már létező helynek írták le. Az először egységes faluból a tatárjárás után vált szét Kisnyúl, Nagy-, és Káptalannyúl. Nagynyúl a 15. századtól a győri káptalan tulajdonába került, és a káptalan birtokát ettől fogva Káptalannyúlnak nevezték. A falu először királyi udvari birtok volt; népei várszolgák, szolgáló népek. Jellegzetes tevékenység volt a legeltetés, a szabad pásztorok életmódja. Fokozatosan teret hódított a szántás-vetés. A kívánatossá vált nyúli birtokokat fokozatosan eladományozták – az (apátságnak, a püspökségnek, szerzetesrendeknek, lovagrendeknek). A tulajdonosok vegyesen rendelkeztek a terület jövedelmével. A király nemcsak a szőlőművelésre alkalmas területeket adományozta el, de más birtokokat is. A kisnyúli határ a turóci prépostságé, Nagynyúl határa a Szent Mauríciusz Monostoré lett, Pannonhalmáé pedig a Pándzsán kívüli határ harmada. A széleken a győri káptalan, a keresztesek és magának a királynak a területei maradtak. Ezt az elosztást több évszázadon át alig módosították. A lassan kialakuló városi polgárság is igyekezett szőlőt szerezni. IV. Béla megengedte, hogy a győri várnépek önkormányzati testületet alakítsanak, és annak élére bírót állítsanak. Nagy Lajos király alatt újabb lendületet vett a szőlőtelepítés, Nyúl borai országos hírre tettek szert.
A község sokat szenvedett az átvonuló seregektől, és mivel Pannonhalmával a seregek gyakorta nem bírtak, többször is feldúlták a környező településeket, így Nyúlt is. 

### Újkor
A mohácsi vész utáni, mintegy kétszáz esztendő egyetlen csapássorozatnak tűnik. Földönfutás, elhurcoltatás, kifosztás, a falvak elnéptelenedése, elvadult táj, a civilizáció és a kultúra visszaszorulása, az élet, a család végleges pusztulása volt a jellemző. Az 1606. évi zsitvatoroki béke védelmet és biztonságot ígért az üldözött népnek. A magyar és a török földesúr csalogatására a régi lakók visszatértek. 1607-ben ismét lakottá vált Nagynyúl, Káptalannyúl pedig 1619-ben kezdte újra szolgálni földesurát, de végleges újratelepedésről csak a szatmári béke után beszélhetünk.
A természeti csapások is visszatérően pusztították e területet:
- 1739 – nagy pestisjárvány,
- 1763 – földrengés,
- 1831 – kolera.
- 1880-as évek közepén a filoxéra kipusztította a szőlőt,
- 1942 – nagy tűzvész.

A szabadságharc után az önkéntes örökváltsággal a volt jobbágyok kezébe kerültek az úrbéres telkek. A földesúr majorsági földjeit sikerült a falu közepéről kivinni a külső területekre. 1885. október 19-én Kis-, Nagy-, és Káptalannyúl Nyúlfaluvá egyesült.
A közlekedés csak lassan fejlődött. A kezdetben a falut elkerülő földutakat a tűrhető minőségű veszprémi kőút váltotta fel. 1896-ban átadták a Győrt Veszprémmel összekötő vasutat. A településen sokáig egyáltalán nem volt középület:
- 1878-ban építették az első („falusi”) iskolát,
- 1904-ben állami segítséggel a hémai és albeli iskolát, majd a hitelszövetkezetet,
- 1929-ben a községházát,
- majd kultúrházat,
- 1942-ben a vasútállomást,
- 1943-ban alakították át a plébániát.

A vízügyi gondokat kezdetben tüneti kezeléssel oldották meg. A Szurdokon a víz félelmetes romboló munkáját a kőgátakkal csak lassítani tudták, a kanálist a falun keresztül vezették át, és az időnként szennyes áradattal, iszappal árasztotta el a mélyebben elterülő földeket.

## Közélete

### Polgármesterei
- 1990–1994: Várady László (független)[4]
- 1994–1998: Soós Lajos (MDF-KDNP-FKgP-Önkormányzati Tűzoltó Egyesület-Gazdakör)[5]
- 1998–2002: Soós Lajos (független)[6]
- 2002–2006: Soós Lajos (független)[7]
- 2006–2008: Schmiedt Henrik (független)[8]
- 2008–2010: Schmiedt Henrik (független)[9]
- 2010–2014: Schmiedt Henrik (független)[10]
- 2014–2019: Schmiedt Henrik (független)[11]
- 2019–2024: Schmiedt Henrik (független)[12]
- 2024– : Raff Tamás (független)[1]

A településen 2008. április 27-én időközi polgármester-választást (és képviselő-testületi választást) tartottak, az előző képviselő-testület önfeloszlatása miatt. A választás négy polgármesterjelöltje között a hivatalban lévő faluvezető is elindult, és – igen nagy fölénnyel, 71 %-ot meghaladó szavazati aránnyal – meg is nyerte azt.

## Népesség
A település népességének változása:
| Lakosok száma | 4188 | 4256 | 4307 | 4572 | 4594 | 4623 | 4636 |
|               | 2013 | 2014 | 2015 | 2021 | 2022 | 2023 | 2024 |

A 2011-es népszámlálás során a lakosok 85,2%-a magyarnak, 0,4% cigánynak, 1,7% németnek, 0,3% románnak mondta magát (14,6% nem nyilatkozott; a kettős identitások miatt a végösszeg nagyobb lehet 100%-nál). A vallási megoszlás a következő volt: római katolikus 59,9%, református 2,8%, evangélikus 2,4%, görögkatolikus 0,1%, felekezeten kívüli 7,4% (26,5% nem nyilatkozott).
2022-ben a lakosság 92,4%-a vallotta magát magyarnak, 1,3% németnek, 0,4% cigánynak, 0,2% szerbnek, 0,1-0,1% horvátnak, románnak, bolgárnak, ukránnak és szlováknak, 2,8% egyéb, nem hazai nemzetiségűnek (7,4% nem nyilatkozott; a kettős identitások miatt a végösszeg nagyobb lehet 100%-nál). Vallásuk szerint 46,7% volt római katolikus, 2,8% református, 1,9% evangélikus, 0,4% görög katolikus, 0,6% egyéb keresztény, 1% egyéb katolikus, 7,9% felekezeten kívüli (38,6% nem válaszolt).

## Nevezetességei

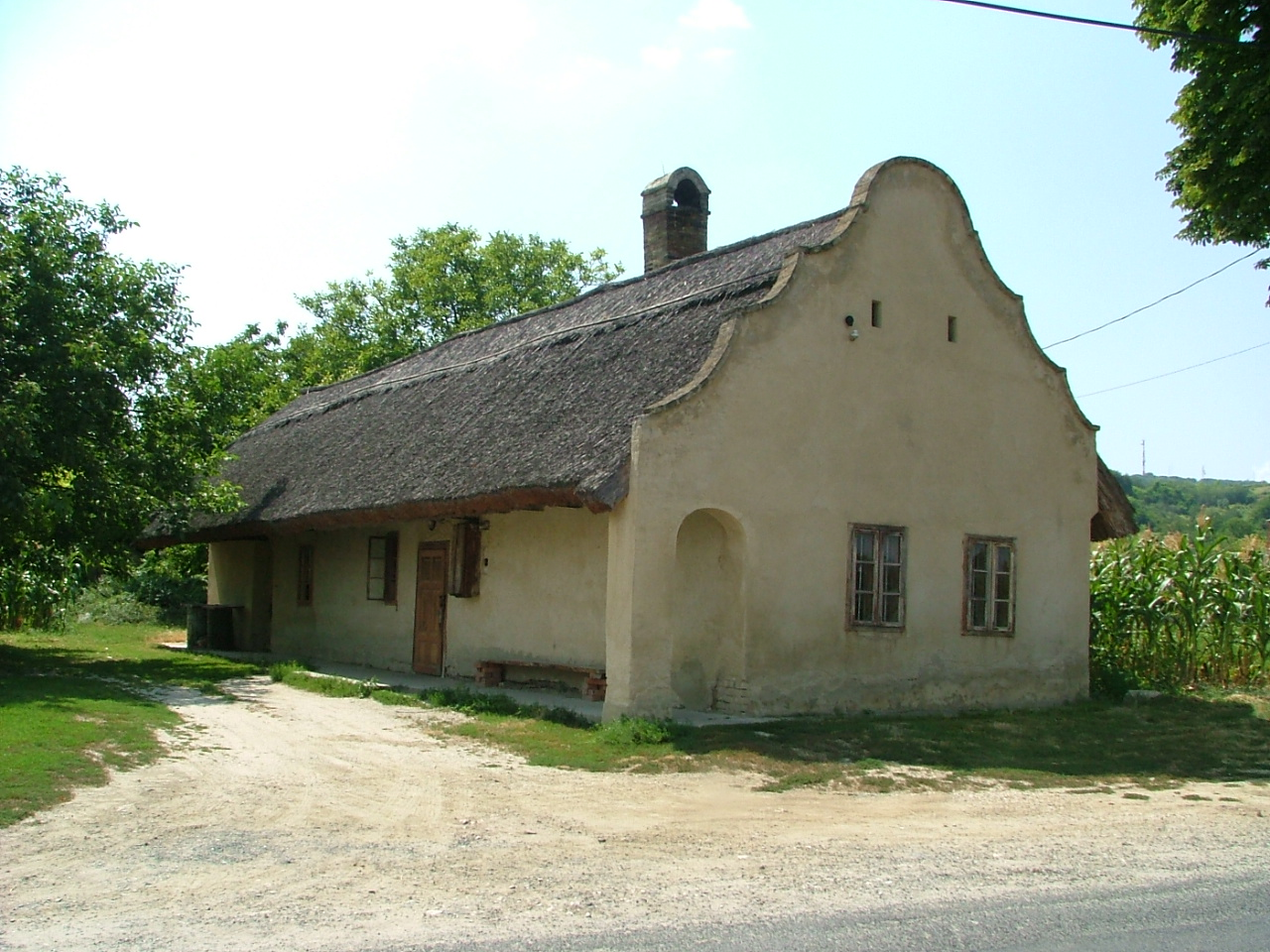
Parasztbarokk lakóház

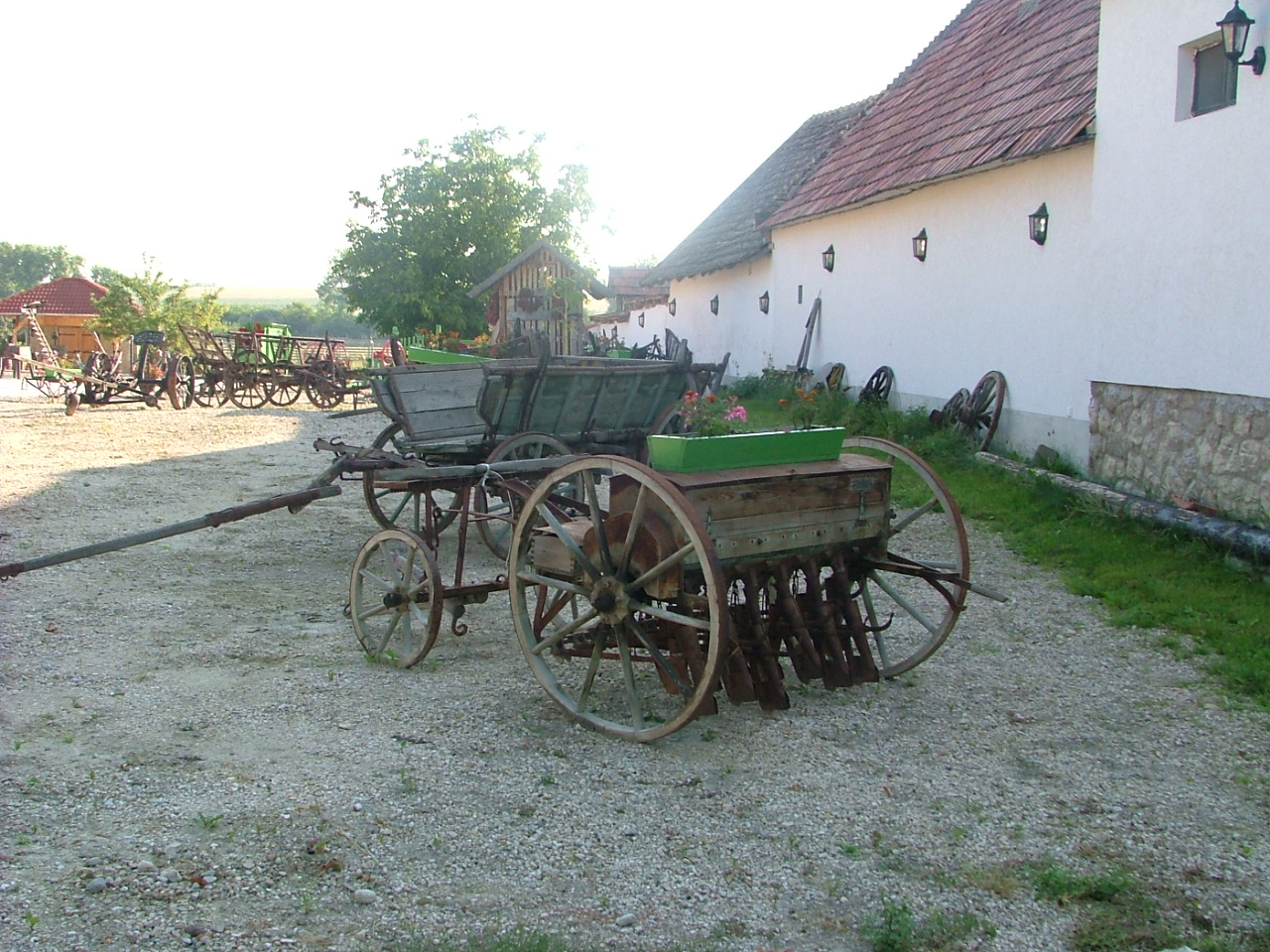
Szabadtéri kocsimúzeum

- Kökörcsin-körút - A település nevezetességeit érinti, a turisták számára kiépített „Kökörcsin-körút”, mely a katolikus templomtól kiindulva, végigkíséri az utazót Nyúl legszebb helyein. A körútnak több leágazása is van, melyeket az itt megtalálható énekesmadarakról neveztek el: gyurgyalag, cinege, búbos banka, fakopáncs, sárgarigó, tengelic.
- Szurdik - A Sokorói-dombság nyúlványainak (népiesen: Nyúli Havasoknak nevezett lankák) legmagasabb pontja 312 m. Innen csodálatos kilátás nyílik a Kisalföldre, a falu nagyobb része a síkságon terül el. A dombos területen szinte egyedül áll a nyúli lakóházak felett magasodó dombok tetejénél kezdődő és a Mária-szobornál végződő Szurdik, Európa egyik legnagyobb homokkőben kialakult szurdokvölgye. A 8–10 méter széles völgyben, amit  15–20 m magas függőleges falak határolnak, keskeny út vezet. Az út melletti homokfalból borospincék nyílnak. A szurdok felső végéből leágazó mélyutak tovább kanyarognak a dombság magasabb részei felé. A meredek löszfalban mindenhol, különösen a Vaskapu úton megtalálhatók a bevájt boros pincék, ilyen például a Szurdikban a Sárkányliknak nevezett, U alakban kimélyített pince, mely a feltételezések szerint legalább 500 éves, és egykoron dézsma-pinceként szolgált, vagyis ide gyűjtötték a hegyközség egyházi birtokosai a beszolgáltatott tizedet. A pincéken kívül a löszfalba vájt kemencékkel és a 19. században épült, úgynevezett partlakások maradványaival is találkozhatunk, melyekben még az 1950-es években is laktak emberek. Az agrárgazdálkodók a területen kiváló minőségű gyümölcsöt, a sík területen jó minőségű gabonát termesztenek. A hegyközség mára hagyományosnak számító borversenyeket rendez a sokorói boroknak.
- Római katolikus templom - a késői barokk stílusú, 35 méter magas épületet Fellner Jakab tervei szerint építették 1769 és 1776 között, Mária Terézia magánpénztárából. Felszentelésre a császárnő egy 1750-ből származó kelyhet és egy olyan ereklyetartót küldött ajándékba, amely Krisztus keresztjének egy kis darabkáját őrzi. A két ajándék az uralkodó hitelesítő kísérőlevelével együtt mind a mai napig megvan. 1785 őszén Szili János, szombathelyi püspök, Dorfmeister Istvánt, bízta meg a templom freskóinak elkészítésére. A művész 1786 tavaszán két hónap alatt készült el a freskókkal, de a főoltárt, a szószéket és a padokat is az ő tervei alapján készítették. A főoltár 2,5x5 méteres képe az ó- és újszövetség főbb személyeit ábrázolja, a mellékoltár képén pedig Krisztust ábrázolta a keresztfán. A főoltár fölötti freskón Szent István első vértanú megdicsőülése, a mennyezeti képen pedig Szűz Mária megkoronázása látható. A sekrestye felőli oldalfalon Szent Norbert látomása, a vele szembeni oldalon pedig Szent Norbert diadalának 5,5 x 2,5 méteres freskója díszíti a templomot. A stációképek 200 évvel későbbiek, Samodai József alkotásai. 2005 és 2007 között a templomot kívül belül felújították, az orgonával együtt.
- A templom előtti kőkereszten Krisztus, alatta Szűz Mária alakja látható, talapzatán a: „Isten dicsőségére emelték Váczi Pál és neje Sebestyén Teréz 1884” felirat látható.
- Keresztelő Szent János szobra - a templomkertben, a 82-es főút felőli oldalon található Keresztelő Szent János szobor talapzatába a: „Ker. szt. János tiszteletére emeltette özv. Bellavári Györgyné 1909. Javítva 1930” szöveget vésték.
- Első és második világháborús emlékhely - a templom bejáratánál, két oldalán a község hősi halottainak névsora található.
- A Szent István téren található a Községháza, melynek oldalában Szent István fejszobrát helyezték el, valamint a Faluház és a Tűzoltószertár, előtte egy régi tűzoltókocsival.
- Történelmi emlékoszlop - a kopjafát 2005-ben állították, melybe a magyar történelem sorsfordító eseményeinek évszámait vésték. Alapkövén Wittner Mária halálra ítélt szabadságharcostól idézett szöveg olvasható: „Az igazságot nem lehet felakasztani, mert az igazság a lelkünkben él”
- Millenniumi kettőskereszt - az alapkövén található szöveg: „Állíttatta Nyúl község önkormányzata a 2000. évben a millennium tiszteletére”.
- Domonkos István emléktáblája - a plébánia épületén, a Szent István Akadémia által készíttetett márványtáblán olvasható szöveg: „A Szent István Akadémia Domonkos Istvánnak 1862-1923. Népét aki úgy szeresse, hű tollával szebben fesse, nem volt senki közöttünk.”
- Mária karján gyermekével szobor - a Szurdik bejáratánál, egy kereszteződésben elhelyezett szobor, egy hetven centiméteres talapzaton és egy két méteres korinthoszi oszlop tetején áll. Az alapzaton az 1686-os és 1701-es évszám olvasható, valamint egy címer és egy „BM” monogram. Valószínűleg a szobrot Bubnich Mátyás győri kanonok állíttatta a törökök kiűzése emlékére.
- Szent Donát kápolna - a kápolnát Szent Donát püspökről nevezték el, aki római kori vértanú volt és a szőlősgazdák védőszentje. Az épület szentély része 1710-ből való, melyet 1830-ban bővítettek kápolnává és 1901-ben látták el harangtoronnyal. A bal oldalán elhelyezett kőkereszt talapzatán olvasható: „Az itt lévő, de tönkrement kereszt helyébe, ezt az eredetivel megegyező keresztet állíttatta a Nyúli Róm. Kat. Egyházközösség Isten nagyobb dicsőségére és bűneink engesztelésére az Úr 2008. esztendejében”.
- Az egykori püspöki présház - homlokzatán a: „Gaudete in domino semper.” felirat olvasható.
- Dr. Csendes Béla költő (1921-1996) egykori lakóháza és sírja.
- Gerhai pléh-Krisztus - Écs irányában, egy kocsiút mentén.
- Sípálya
- Magántulajdonban lévő csillagvizsgáló.
- Kilátók: Lila-hegy egy egykori geodéziai mérőtoronyból kialakított kilátótoronnyal (313 méter),[16] Hegyes-magas URH toronnyal (309 méter), Zsidó-domb (241 méter), Pojt (239 méter), Gerha (200 méter).

- Rekordjai:
  - 2006: Nefelejcs Nyugdíjas Egyesület méteres kalács hosszúsági magyar rekordja; hitelesítő: Sebestyén István
  - 2024. szeptember 7.: Fiatalokért Együtt Kulturális Egyesület a leghosszabb palacsintakígyó magyar rekordja (1120 méter); hitelesítő: Sebestyén István

## Képtár

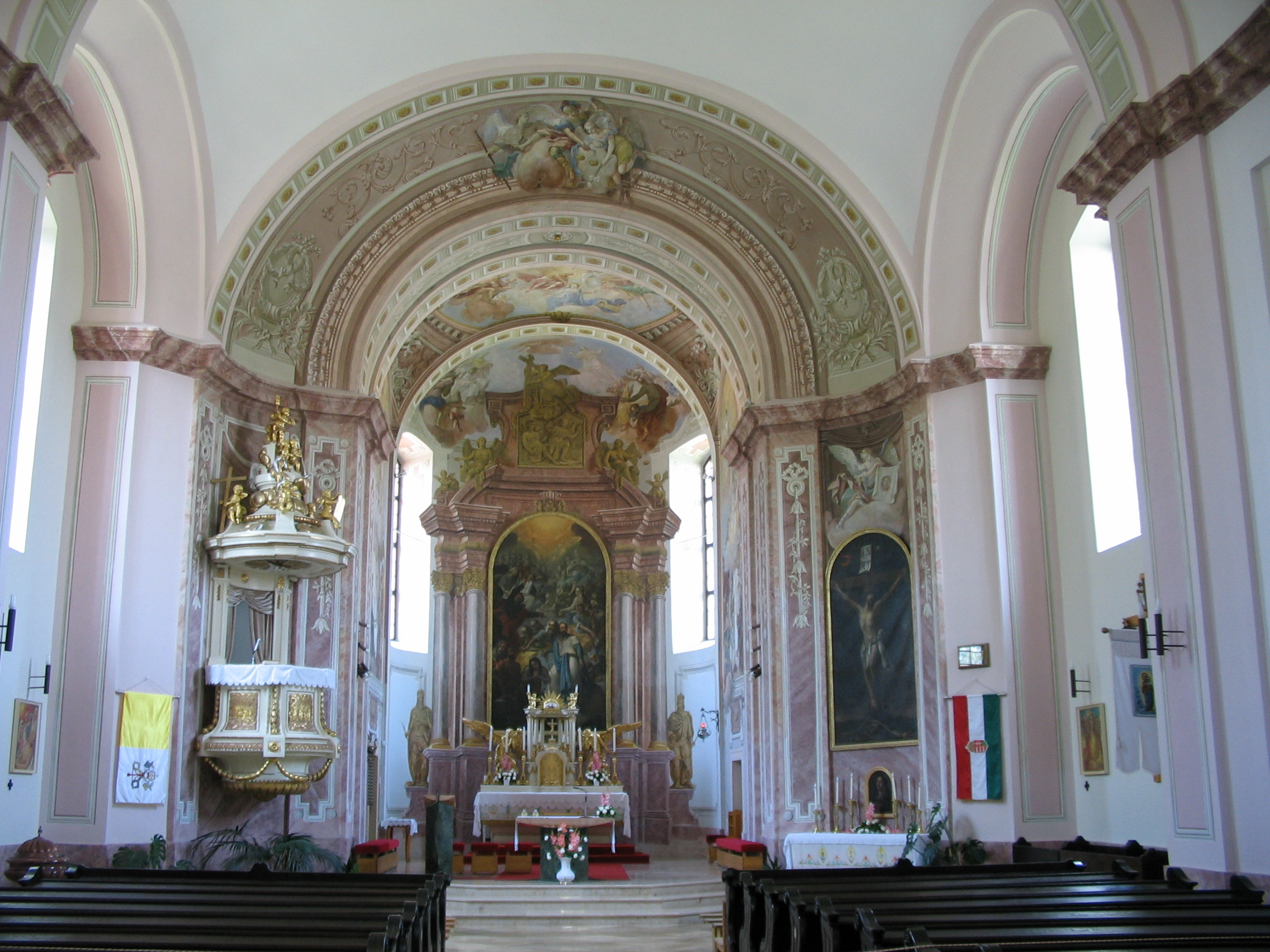
A római katolikus templom belseje 2008-ban, az átalakítás után
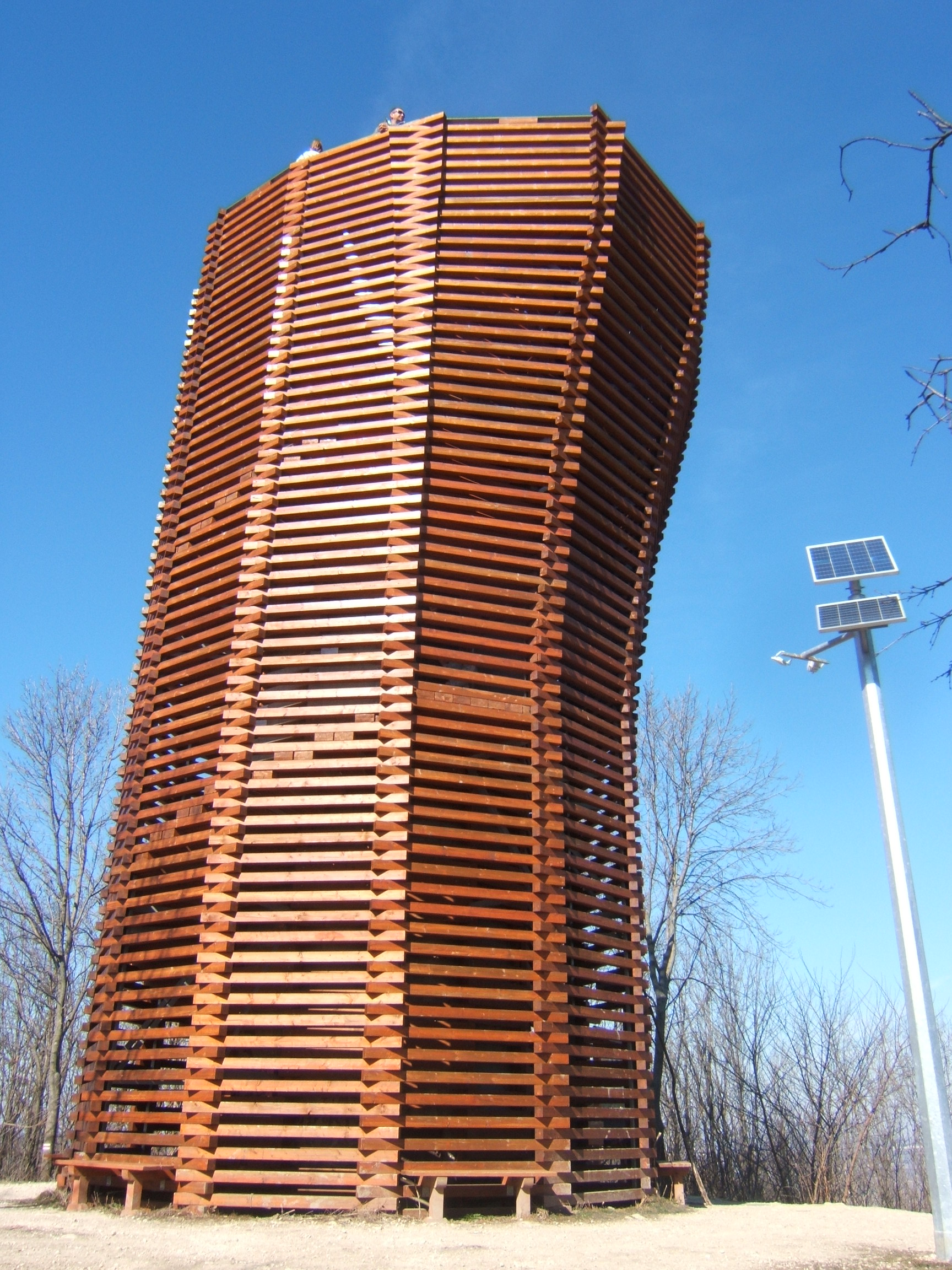
A lila-hegyi kilátó